# Gruffydd ap Rhys ap Thomas
Gruffydd ap Rhys ap Thomas (noto anche come Griffith Ryce in alcune fonti inglesi antiche; 1478 – 1521) è stato un militare gallese.
Era il figlio di Sir Rhys ap Thomas, il sovrano di fatto della maggior parte del Galles sudoccidentale che aiutò Enrico Tudor nella sua vittoria nella battaglia di Bosworth Field nel 1485 che lo portò a diventare re d'Inghilterra.

## Primi anni di vita
Durante il regno di Riccardo III d'Inghilterra la lealtà di suo padre nei confronti della Casa di York fu messa in discussione quando crebbe il sostegno per Enrico Tudor, esponente della Casa di Lancaster. Dopo la ribellione di Buckingham nel 1483, come modo per mantenere la sua lealtà, il re chiese a Rhys ap Thomas di pronunciare un giuramento di fedeltà e che il suo giovane figlio Gruffydd fosse inviato sotto la sua custodia. Rhys assicurò a Riccardo la sua lealtà ma si rifiutò di consegnare il giovane Gruffydd, che all'epoca aveva solo quattro o cinque anni.
Quando Gruffydd fu più grande divenne un membro della corte del principe Arturo Tudor. Enrico VII d'Inghilterra voleva che suo figlio diventasse amico di influenti giovani con potenti padri nel suo regno. Il padre di Gruffydd era uno degli uomini più potenti del Galles dopo la morte di Jasper Tudor nel 1495 e fu scelto per servire il giovane principe. Sembra che Gruffydd e il principe Arturo fossero abbastanza vicini. Nel 1501 Gruffydd fu nominato cavaliere dell'Ordine della Giarrettiera e accompagnò Arturo e la sua sposa Caterina d'Aragona quando tornarono a Ludlow nel dicembre del 1501 dopo le nozze. Fu presente alla morte del principe avvenuta nell'aprile del 1502.

## Morte del principe
Alla morte del principe Arturo partecipò all'organizzazione dei riti funebri. Accompagnò il corpo del principe da Ludlow al suo ultimo luogo di riposo, a Worcester. Le fonti contemporanee riportano un resoconto del viaggio di Gruffydd con il "ricco carro" che trasportava il corpo del principe: "In abito da lutto, cavalcava accanto al cavallo principale su un courser bardato di nero, con lo stendardo del principe". Durante il servizio funebre per il principe nella cattedrale di Worcester, portò ancora una volta il "ricco stendardo ricamato" di Arturo.

## Anni successivi

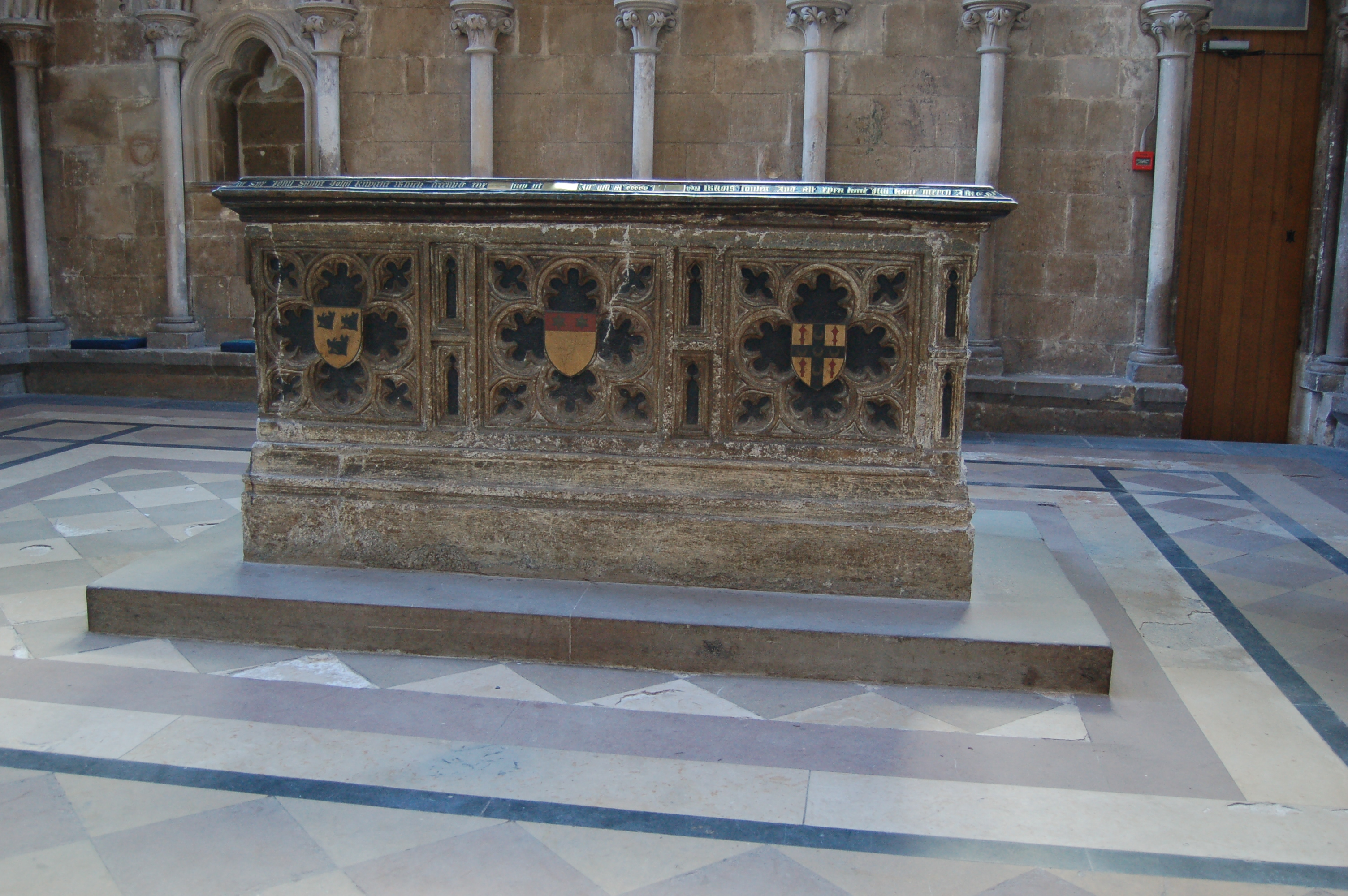
Tomba di Gruffydd ap Rhys ap Thomas.

Gruffydd accompagnò il fratello minore di Arturo, re Enrico VIII, quando questi nel 1520 si recò in Francia per il famoso incontro del campo del Drappo d'Oro. Gruffydd sposò Catherine St John, figlia di John St John che era imparentata con Margaret Beaufort, intorno al 1507. Le diede un figlio: Rhys ap Gruffydd (1508-1531), che fu successivamente giustiziato da Enrico VIII per tradimento. Alla morte di Rhys ap Thomas infatti le proprietà e gli uffici di Rhys sarebbero dovuti essere ereditati dal nipote, Rhys, figlio del già defunto Gruffydd, tuttavia essi furono incamerati dalla Corona e concessi a Walter Devereux, IX barone Ferrers di Chartley per tutta la vita. Rhys fu poi fatto decapitare da Enrico VIII nel 1531 per tradimento in quanto aveva combattuto contro Ferrers e provocato disordini civili tra i cittadini di Carmarthen che erano ancora arrabbiati per la sua diseredazione.
Gruffydd è tuttora sepolto nella cattedrale di Worcester.